# ブーン郡 (アイオワ州)
ブーン郡 (Boone County) は、アメリカ合衆国アイオワ州に位置する郡である。

## 歴史
1846年1月13日に設立。
他の州にもある「ブーン郡」と同様、郡名の由来はダニエル・ブーン（アメリカの開拓者・探検家）から。

## 地理

### 高速道路
- U.S. Route 30
- U.S. Route 169
- Iowa Highway 17
- Iowa Highway 144
- Iowa Highway 210

## 人口動静
2010年の国勢調査によると、ブーン郡の人口は26,306人。

## 郡区
17の郡区に分かれている:
| - アマクア郡区（Amaqua） - ビーバー郡区（Beaver） - キャス郡区（Cass） - コルファクス郡区（Colfax） - デモイン郡区（Des Moines） | - ダッジ郡区（Dodge） - ダグラス郡区（Douglas） - ガーデン郡区（Garden） - グラント郡区（Grant） - ハリソン郡区（Harrison） | - ジャクソン郡区（Jackson） - マーシー郡区（Marcy） - ピープルズ郡区（Peoples） - パイロットマウンド郡区（Pilot Mound） - ユニオン郡区（Union） | - ワース郡区（Worth） - イェル郡区（Yell） |